# Rotten Apples
Rotten Apples je best-of kompilační album americké hudební skupiny The Smashing Pumpkins mapující jejich kariéru. V limitované edici se prodávalo společně s albem Judas O, na kterém jsou b-strany a rarity. Na Rotten Apples jsou 2 přidané písně navíc mimo singly - Real Love (je na Machina II/The Friends & Enemies of Modern Music a Untitled (zcela nová píseň nahraná pouze pro toto album)

## Seznam písní
1. Siva – 4:21
2. Rhinoceros – 5:53
3. Drown – 4:30
4. Cherub Rock– 4:59
5. Today – 3:22
6. Disarm – 3:18
7. Bullet With Butterfly Wings – 4:17
8. 1979 – 4:23
9. Zero – 2:41
10. Tonight, Tonight – 4:15
11. Eye – 4:54
12. Ava Adore – 4:21
13. Perfect – 3:22
14. The Everlasting Gaze – 4:02
15. Stand Inside Your Love – 4:13
16. Try, Try, Try – 5:09
17. Real Love – 4:10
18. Untitled – 3:51

## Složení kapely
- Matt Cameron – bicí
- Jimmy Chamberlin
- Billy Corgan – produkce
- D'Arcy Wretzky
- Flood – produkce
- James Iha – produkce